# Rumore

Simbolo di rischio di forte rumore improvviso, definito dalla norma ISO 7010.

Il rumore è principalmente un fenomeno acustico che disturba (a vari livelli) la percezione uditiva, di suoni, musiche e/o parole ascoltate.

## Definizione
Dal punto di vista fisiopatologico, facendo riferimento all'impatto sul soggetto che lo subisce, il rumore acustico può essere meglio definito come un suono non desiderato e disturbante.
In fisica, il rumore è costituito, come i suoni, da particolari onde di pressione sonora, ma senza caratteristiche musicali.
Nella accezione più tecnica, il rumore è un segnale indesiderato di disturbo delle informazioni, trasmesse (ad esempio) in un sistema radiofonico. Il rumore viene definito come una somma di oscillazioni irregolari, intermittenti e/o statisticamente casuali.

## Storia
Il rumore acustico è collegato da sempre coi concetti di fastidio e di danno all'udito, ma non solo. L'interesse al rumore, e quindi la nascita di studi e ricerche per comprenderne la genesi e gli effetti e tentarne una limitazione, ha un primo impulso con lo sviluppo delle città, e successivamente con lo sviluppo delle realtà industriali.

### Nell'Antica Roma
Il problema del rumore urbano fu oggetto di legiferazione anche da parte di Giulio Cesare, che a questo scopo promulgò la Lex Julia Municipalis, che impediva il passaggio dei carri fino al pomeriggio inoltrato, spostando e concentrando così il problema alla sera e alla notte.
Quinto Orazio Flacco, nella sua Epistola XVII (I v7), si lamenta del rumore cittadino e consiglia a Sceva di dormire nel Ferentino.
Anche Seneca si lamenta del chiasso indiavolato che lo circonda: l'abbaiare dei cani, le urla degli schiavi frustati, il vociare delle persone che frequentavano le terme che stavano sotto casa sua, e "la caratteristica inflessione della voce" dei venditori di bibite, dei salsicciai, dei pasticcieri.
Plinio il Vecchio, nel suo Naturalis Historia (V, X, 54) accenna alla possibilità che rumori prodotti da fiumi e rapide possano provocare sordità.

Di rumore e disturbo della quiete pubblica a Roma parla il poeta satirico Giovenale:
a suo dire il vociar dei mercanti, il chiasso al passaggio dei carri, il baccano delle mandrie, avrebbero svegliato anche Druso (e in questo starebbe la satira) e le foche (a suo dire la foca era l'animale più sonnolento). Si legge nella sua Satira terza, di come i romani dovevano sopportare non solo il disturbo arrecato dal rumore perenne, ma anche i danni alla salute ad esso connessi.

### Nell'età moderna
Bisogna aspettare Bernardino Ramazzini (1633-1714) per uno studio approfondito della relazione professionale rumore-danno, nel suo De Morbis Artificium Diatriba.

## Principio fisico
Generalmente i rumori sono suoni caratterizzati da un andamento di pressione non periodico e armonicamente molto complesso, ma a volte la percezione di suono oppure di rumore è soggettiva.
Per la propagazione è necessario un mezzo elastico (il suono/rumore non si propaga nel vuoto), nel quale la sorgente crea una successione di onde di rarefazione e compressione, che si muovono con una velocità dipendente solo dalle condizioni del mezzo. Tale successione porta le particelle del mezzo a vibrare attorno alla posizione di equilibrio lungo la direzione di propagazione dell'onda (quindi le onde sonore sono onde longitudinali). Vale la legge di Ohm acustica: Δ p = ρ0 c v, cioè la pressione sonora è proporzionale alla velocità di oscillazione delle particelle. Da questa formula si può poi ricavare:
{\displaystyle c={\sqrt {\frac {\Delta p}{\Delta \rho }}}}
che, se valutata lungo una trasformazione adiabatica infinitesima (quindi isoentropica), quale è la trasformazione che si può supporre avvenga per il passaggio del mezzo di propagazione tra la zona di compressione e la zona di rarefazione di un'onda sonora, porta ad esprimere la velocità del suono come:
{\displaystyle c={\sqrt {\frac {E_{s}}{\rho }}}} con Es modulo di comprimibilità isoentropico del mezzo di propagazione.
In particolare per il gas ideale: {\displaystyle c={\sqrt {kpv}}}.
Nell'aria la velocità del suono dipende fortemente anche dalla temperatura: in particolare aumenta all'aumentare della temperatura.
Si distingue tra "rumore aereo" e "rumore impattivo": il primo si diffonde nell'aria, il secondo non solo nell'aria, ma anche in corpi solidi vicini alla sorgente.

## Fonti di rumore
Il rumore è prodotto da innumerevoli fonti naturali ed artificiali. In generale le sorgenti di rumore (o di suono) sono:
- corpi solidi oscillanti;
- colonne d'aria oscillanti;
- corpi in movimento rapido;
- gas rapidamente fuoruscenti;
- incrementi rapidi di pressione;
- la voce umana;
- complicata combinazione di fonti naturali e fonti artificiali.

Anche in condizioni di apparente silenzio l'aria è attraversata da onde sonore che non vengono percepite perché troppo deboli oppure al di fuori del campo udibile. Onde sonore di frequenza inferiore ai 20 Hz (infrasuoni) e superiori a 20 kHz (ultrasuoni) non sono percepite dall'orecchio umano.

## Valutazione del rumore

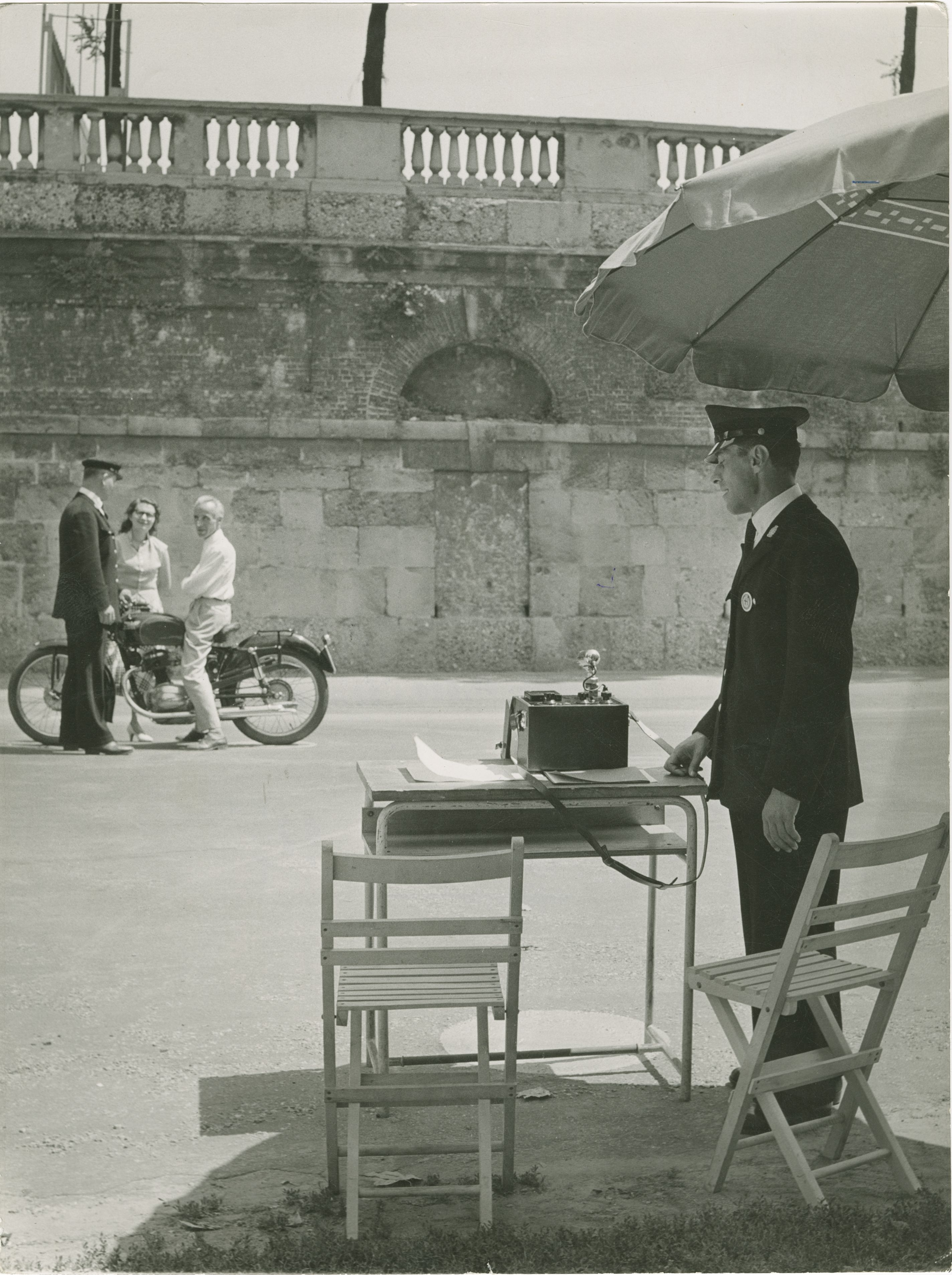
Controllo fonometrico dei rumori nelle strade di Milano nel 1955

In relazione alle sue specifiche modalità di emissione, un rumore può essere definito come continuo o discontinuo (se intervallato da pause di durata apprezzabile), stazionario o fluttuante (se caratterizzato da oscillazioni rapide del suo livello di pressione sonora superiori a 1 dB), aleatorio (o casuale) quando presenta una completa irregolarità dei tempi e dei livelli di emissione. Un rumore viene definito impulsivo quando è rappresentato da un fenomeno temporale che presenta un massimo di pressione sonora di durata compresa fra 1 ms e 1 s.
Per prescrivere criteri di tollerabilità al rumore, bisogna studiarne la forma dello spettro sonoro, la durata e il rumore di fondo. Se ci si basa solo sulla cosiddetta pesatura A, si rischia di porre sullo stesso piano rumori con spettro sonoro differente e quindi diversamente disturbanti.
Si è creato allora un metodo di attribuzione di indice al rumore: si sovrappone lo spettro sonoro ad una serie di curve di riferimento (assomiglianti alle curve isofoniche) e si attribuisce al rumore l'indice di valutazione della prima curva sotto la quale rimane l'intero spettro. Come curve di valutazione si usano le NC (Noise Criteria) negli USA e le NR (Noise Ratings) suggerite dall'ISO.

## Effetti sulla salute
L'esposizione al rumore è associata a diversi esiti negativi per la salute. A seconda della durata e del livello di esposizione, il rumore può causare o aumentare la probabilità di perdita dell'udito, ipertensione, cardiopatia ischemica, disturbi del sonno e persino un calo del rendimento lavorativo o scolastico. Quando il rumore è prolungato, possono essere attivate le risposte allo stress del corpo; che può includere un aumento del battito cardiaco e una respirazione rapida. Esistono anche relazioni causali tra rumore ed effetti psicologici come fastidio, disturbi psichiatrici ed effetti sul benessere psicosociale.
L'esposizione al rumore è stata sempre più identificata come un problema di salute pubblica, soprattutto in ambito lavorativo, come dimostrato con la creazione di programmi di prevenzione del rumore e della perdita dell'udito da parte degli organismi nazionali ed internazionali di tutela della salute. Il rumore si è rivelato un rischio professionale, in quanto è l'inquinante correlato ai lavori più comuni. La perdita dell'udito indotta dal rumore, quando associata all'esposizione al rumore sul posto di lavoro, è anche chiamata perdita dell'udito professionale. Ad esempio, alcuni studi hanno mostrato una relazione tra chi è regolarmente esposto a rumore superiore a 85 decibel ed una pressione sanguigna più alta rispetto a chi non è esposto.

## Applicazioni
I ricercatori, poiché il rumore contiene energia, e può contenere informazione, sono alla ricerca di applicazioni utili del rumore.
Si sfruttano elementi bistabili non lineari (per esempio un pendolo con una molla che crea due posizioni stabili).
Se il rumore ha sufficiente energia può riuscire a commutare la posizione del pendolo dall'una all'altra posizione stabile.
Del materiale piezoelettrico ricava energia da queste oscillazioni.
Un'applicazione del rumore è nella diagnostica polmonare. Si esamina il rumore prodotto dall'aria nell'attraversamento di bronchi e trachea.
Un'altra applicazione è il controllo della combustione.

## Normativa e standard

### In Italia
L'esposizione al rumore in ambito professionale è un rischio fisico previsto dal D.Lgs.81/2008 al Titolo VIII (art. 180-220), Capo II - Protezione dei lavoratori contro i rischi di esposizione al rumore durante il lavoro.
Il Datore di Lavoro ha l'obbligo di svolgere una valutazione del rischio e, in caso di rischio rilevante, di provvedere alla riduzione del livello di rumore, prima con dispositivi di protezione collettiva, poi (se necessario) fornendo ai suoi dipendenti i dispositivi di protezione individuale (DPI) adatti alle mansioni da loro svolte. Inoltre deve provvedere all'informazione, alla formazione ed all'addestramento dei dipendenti.
L'Istituto superiore per la prevenzione e la sicurezza del lavoro (ISPESL) ha emanato delle Linee Guida sulla prevenzione e protezione dai rischi dovuti all'esposizione ad agenti fisici nei luoghi di lavoro con l'obiettivo è di "fornire una prima serie di indicazioni operative che orienti gli attori aziendali della sicurezza ad una risposta corretta al provvedimento legislativo".